# Túc Thành
Túc Thành (tiếng Trung: 宿城区; bính âm: Sùchéng qū) là một khu (quận) của thành phố Túc Thiên, tỉnh Giang Tô, Trung Quốc.

### Nhai đạo
| - Hạnh Phúc (幸福街道) - Hạng Lý (项里街道) - Hà Tân (河滨街道) | - Cổ Thành (古城街道) - Hoành Hà (黄河街道) - Cổ Sở (古楚街道) |

### Trấn
| - Song Trang (双庄镇) - Cảnh Xa (耿车镇) - Phụ Tử (埠子镇) - Long Hà (龙河镇) | - Dương Bắc (洋北镇) - Thảng Tập (仓集镇) - Dương Hà (洋河镇) | - Trung Dương (中杨镇) - Trịng Lâu (郑楼镇) - Trần Tập (陈集镇) |

### Hương
- Tam Khỏa Thụ (三棵树乡)
- La Vu (罗圩乡)
- Nam Sái (南蔡乡)
- Đồ Viên (屠园乡)